# Spiraea diversifolia
Spiraea diversifolia är en rosväxtart som beskrevs av Stephen Troyte Dunn. Spiraea diversifolia ingår i släktet spireor, och familjen rosväxter. Inga underarter finns listade i Catalogue of Life.